# Die Story
Die Story ist ein 1983 gedrehter, als Sensationsgeschichte aus dem Zeitungsmilieu aufgemachter deutscher Spielfilm von Eckhart Schmidt.

## Handlung
Raoul ist verliebt. Es fällt ihm schwer am Morgen von seiner Geliebten Abschied zunehmen. Sie hat heute Geburtstag, aber er muss ins Büro. Raoul arbeitet als Redakteur bei der Münchner Boulevardzeitung MZ. Gerade ist er an einer heißen Story dran, einer Enthüllungsgeschichte aus dem Schickmicki-Umfeld Münchens, mit prominenten Koksern im Zentrum des Geschehens inklusive. Merkwürdigerweise interessiert sich der eigene Chefredakteur so gar nicht für diese Geschichte, obwohl sie hohe Publicity und eine noch höhere Auflage verspricht. Raouls gut recherchierte Geschichte ist gespickt mit pikanten Details, und es werden auch jede Menge bekannte Namen genannt, vom Regisseur bis zum Boutiquenbesitzer, vom Amtsrichter bis zum Staranwalt. All diese Leute gelten als kokainsüchtig. Besonders der Besitzer einer lokalen Bierbrauerei macht beim Chef ordentlich Druck, um die Veröffentlichung der Story zu verhindern und droht mit latentem Anzeigenentzug.
Für Raoul kommt es bald ganz dicke: Erst findet er seine Freundin daheim ermordet vor, dann feuert ihn auch noch sein Chefredakteur. Bald wird Raoul klar, dass offensichtlich diejenigen Drogendealer, denen er bei seinen Recherchen allzu nahegekommen und auf die Füße getreten ist, hinter dem Mord an der Freundin stecken. Daraufhin schreibt die Boulevard-Konkurrenz, dass Raoul und seine tote Geliebte offensichtlich selbst die eine oder andere Linie des weiße Pulvers durch die Nase gezogen hatten. Auch jetzt ducken sich Verlagsleitung, Chefredaktion, zahlreiche Redaktionskollegen und die Verlegerin weg, anstatt Raoul bei der Recherche gegen die Kokainmafia zu unterstützen. Raoul, der mit einem mal im wahrsten Sinne des Wortes verstummt, weiß nun, dass er ganz allein gegen das Drogensyndikat als eine Art „einsamer Rächer“ vorgehen muss. Am Ende muss auch der Reporter für seine Story mit dem Leben bezahlen …

## Produktionsnotizen
Die Story entstand zwischen dem 26. Juni und dem 23. Juli 1983 in München und wurde am 22. Januar 1984 uraufgeführt.
Produzent Wolfgang Odenthal übernahm die Herstellungsleitung, Eric Moss die Produktionsleitung.

## Kritiken
„Eckhart Schmidt schießt mit seiner durchaus berechtigten Gesellschaftskritik weit übers Ziel hinaus und mitten in die Kolportage hinein (…) So richtig der Versuch sein mag, sich einmal von der Nabelschnur vieler Autorenfilmer im deutschen Film zu  lösen, so wenig gelingt Schmidt letztlich  jene dramatische und kinowirksame Action-Geschichte, die sie hätte werden können.“

Im Filmdienst heißt es: „Effekthascherische Kolportagegeschichte in schickem Milieu, von Regisseur Eckhart Schmidt, der sich als deutscher Roger Corman zu etablieren versucht, im Stil eines wüsten B-Pictures inszeniert.“